# 光と影のバラード
「光と影のバラード」（ひかりとかげのバラード）は、泉洋次の楽曲及びシングルとアルバム。

## 解説
1981年10月にSMS Recordsよりシングルとして発売された、関西テレビ・フジテレビ系時代劇『影の軍団II』のエンディングテーマ曲。
ジャケット写真は、『影の軍団II』主演の千葉真一が忍者装束に身を包み、日本刀を持っている写真となっている。また、泉洋次本人がメイン・ジャケットの、同一規格品番も存在する。
2022年1月現在、A面曲「光と影のバラード」をCD音源化として聴けるのは、『影の軍団 音楽編』のみとなっている。

## 収録曲

### SIDE A
1. 光と影のバラード  –  (4:04)
  - 作詞：門谷憲二　作曲：泉洋次　編曲：渡辺茂樹

### SIDE B
1. VAGABOND STORY  –  (4:05)
  - 作詞・作曲：泉洋次　編曲：後藤次利

## 収録アルバム
- 光と影のバラード（1982年）
- オリジナル・サウンドトラック　影の軍団（1986年）
- 影の軍団・音楽編（1998年）

## アルバム

### 解説
記載以外、作詞・作曲は泉洋次。規格品番は、SM28-5085。未CD化。

### パッケージ、アートワーク
アルバムの帯には以下のキャッチコピーが記載されている。

### 収録曲

#### SIDE-A (LIGHT SIDE)
1. あ・な・た・に・（TO YOU）  –  (3:06)
  - 作詞：仲畑貴志、編曲：大槻啓之
2. LOVE COOL  –  (3:40)
  - 編曲：中島正雄
3. エキゾチック･LOVE･KOBE  –  (3:42)
  - 編曲：中島正雄
4. VAGABOND STORY  –  (4:05)
  - 編曲：後藤次利
5. THE CHANCE  –  (4:36)
  - 編曲：後藤次利

#### SIDE-B (DARK SIDE)
1. 光と影のバラード  –  (4:04)
  - 作詞：門谷憲二、編曲：渡辺茂樹
2. かかえきれないほどの夢を  –  (4:43)
  - 編曲：後藤次利
3. 人生は迷路  –  (4:14)
  - 編曲：中島正雄
4. 酒と天使  –  (4:25)
  - 編曲：中島正雄
5. ハンドルはまかせろ  –  (5:53)
  - 編曲：後藤次利